# Otton Ier de Souabe
Otton Ier de Souabe, (954 - mort le 31 octobre 982 à Lucques) est duc de Souabe et  duc de Bavière.
 
Fils de Ludolphe et d'Ida, il est le petit-fils de l'empereur Otton Ier et d'Édith de Wessex. Sa sœur Mathilde fut abbesse de l'abbaye d'Essen.

## Biographie
Duc de Souabe de 973 à 982, il est fait duc de Bavière en 976, après que Henri II de Bavière soit dépossédé du duché à la suite de sa rébellion contre l'empereur Otton II. Confident proche de son oncle l'empereur, il est son allié en 977-978, contre une conspiration (appelée guerre des Trois Henri) menée par Henri II de Bavière, Henri Ier de Franconie et Henri, évêque d'Augsbourg. Il accompagne aussi Otton II en 982 lors de la campagne d'Italie contre les Arabes. Il survit à la bataille du cap Colonne près de Crotone le 13 juillet 982, ainsi qu'à une embuscade tendue par les Arabes. Voulant s'engager dans une nouvelle campagne lors de son retour dans son duché, il meurt en route le 31 octobre 982 à Lucques. Il est enterré à Aschaffenbourg.
Sa sœur Mathilde posséda une précieuse croix, la Croix de Mathilde ornée de pierres précieuses, qui est, de nos jours, gardée à la cathédrale d'Essen en sa mémoire. Le frère et la sœur sont représentés sur cette croix.